# Rapsòdia txeca
Rapsòdia txeca, H. 118 (en txec Česká Rapsodie), és una cantata per a baríton, cor mixt, orquestra i orgue composta per Bohuslav Martinů entre el maig i el juny del 1918 a Polička. La lletra està basada en les paraules de la Bíblia, poemes de Jaroslav Vrchlický i l'himne de Sant Venceslau. Es va estrenar el 12 de gener de 1919 a Praga per la Filharmònica Txeca i la Coral Hlahol dirigits per Ludvík Čelanský. Els solistes van ser Egon Fuchs (baríton) i Bedrich Wiedermann (orgue). La va dedicar a l'escriptor Alois Jirásek. Té una durada de 36 minuts.
Fou una de les seves primeres obres per a veu i orquestra. L'estrena, a la que hi va assistir el president Masaryk, fundador de la República de Txecoslovàquia, va ser un gran èxit per al compositor, que utilitza l'himne de Sant Venceslau (patró de la nació txeca) seguint el fervor nacionalista general de 1918 i la idea de la independència nacional.
El cor Hlahol, que representava la resistència cultural i política nacionalista des dels temps de Smetana, va interpretar aquesta peça. Martinů s'havia consolidat com una figura clau en l'escena musical sota el nou règim.

## Origen i context
En paraules del mateix Martinů, Rapsòdia txeca pertany a un període anterior al moment considerat com l'inici de la seva maduresa creativa. El compositor va anotar al seu diari: «Va ser escrita el maig i juny de 1918, després del jurament solemne de la nació txeca, i sota la impressió invocada per l'alt discurs pronunciat per l'escriptor Alois Jirásek». L'accent d'aquesta obra va estar condicionada pels esdeveniments d'un període ple d'entusiasme amb la pau després dels horrors de la guerra, i que comportaven possiblement el naixement d'una nació independent després de tres segles de domini austríac.